# Teden mode
Teden mode [angleško Fashion Week] je dogodek modne industrije, ki navadno traja en teden.
Po tem je dobil tudi ime. Na njem največkrat povabljeni modni oblikovalci ali blagovne znamke modnim urednikom, kupcem in ostali povabljeni javnosti prikazujejo svoje najnovejše kreacije na modnih revijah.
Tedni mode zato močno vplivajo na trende v prihodnjih sezonah. Navadno se odvijajo dva krat na leto kjer predstavijo sezono jesen / zima ali pomlad / poletje.
Najvidnejši Tedni mode potekajo v štirih prestolnicah sveta: New Yorku, Londonu, Milanu in Parizu (Imenujemo jih tudi "Veliki štirje" oz. "Big Four"). Poznamo pa tudi mnoge druge tedne mode, ki jih gostijo ostala mesta (Tokio, São Paulo, Los Angeles, Hongkong, Buenos Aires, Toronto,...)
Obstajajo pa tudi Tedni mode, ki so usmerjeni tipsko na kulturo ali specifiko oblikovanja. Tako je možno, da ima posamezna država tudi več različic Tedna mode.

Teden mode imamo zadnja leta tudi v Sloveniji in se odvija v našem največjem mestu Ljubljani.